# Ward Ruyslinck
Ward Ruyslinck, pseudoniem van Raymond Charles Marie De Belser (Berchem, 17 juni 1929 – Meise, 3 oktober 2014), was een Vlaams schrijver.

## Biografie
Tijdens de oorlog verhuisde het gezin naar Mortsel en in 1943 werd hun woning vernield bij het Bombardement op Mortsel. Na zijn humaniora wilde Ruyslinck Germaanse filologie te Gent studeren. Een week voor aanvang van zijn studie overleed zijn oudere broer in 1948 aan een acuut longoedeem. De jonge Ruyslinck schreef tijdens zijn wake aan het doodsbed van zijn broer vijf gedichten, de cyclus In memoriam fratris. De herinneringen aan de beelden van zijn stikkende broer in zijn doodsstrijd beletten hem zich te concentreren op zijn colleges. Na één jaar besloot hij met zijn studie te stoppen.
In 1953 trad hij in dienst van de Stad Antwerpen bij het Museum Plantin-Moretus, wat hem voldoende inkomen gaf om te schrijven. Hij trouwde met Alice Burm en ze kregen één zoon, Chris. Hij brak in de jaren vijftig vooral door als roman- en novelleschrijver met De ontaarde slapers en Wierook en tranen, allebei aanklachten tegen de oorlog die zijn jeugd heeft vernietigd.
Hij behoorde eind de jaren zestig en begin de jaren zeventig tot de groep van auteurs die werden uitgegeven door Angèle Manteau. Hij was een veelgelezen auteur, ook onder humaniorastudenten (voornamelijk met voornoemde werken en Het reservaat). Tot dezelfde groep schrijvers rond Manteau behoorde Jos Vandeloo. Ruyslinck werd door zijn bewonderaars genoemd als een Belgische kanshebber op de Nobelprijs voor de Literatuur naast Louis Paul Boon en Hugo Claus.
In de jaren 60 en de jaren 70 reisde hij naar Polen, de Sovjet-Unie, Canada en Argentinië om daar artikels over te publiceren in tijdschriften. In 1975 werd hij lid van de Koninklijke Academie voor Nederlandse Taal en Letteren. In de jaren 1987 en 1995 was hij er voorzitter van, na het jaar ervoor de functie van ondervoorzitter te hebben bekleed.
Ward Ruyslinck ging in 1984 met pensioen. Nadat zijn echtgenote in 1990 zelfdoding had gepleegd, ging hij in Meise samenwonen met zijn maîtresse Monika Lo Cascio met wie hij in 1992 in het huwelijk trad. Ruyslinck overleed op 85-jarige leeftijd in een rusthuis aan de gevolgen van de ziekte van Alzheimer.

## Invloeden en stijl
Ruyslinck verweeft in zijn hele werk maatschappijkritiek en hoop op een betere tijd doordat hij zijn puberteit doormaakte tijdens de Tweede Wereldoorlog. Hij stelt zich vragen bij de grote onderdrukkende systemen als het kapitalisme en het communisme, de (katholieke) godsdienst en de staat met zijn militaire apparaat. Toch wordt die kritiek omzichtig, soms sentimenteel, soms pathetisch geuit. Daardoor komt zijn stijl in de 21e eeuw wat bombastisch over, terwijl zijn vragen actueel blijven. Aangezien Ruyslinck zich niet opwierp als de grote hervormer of beeldenstormer en zijn vertellingen het kleinburgerlijke zwoegende bestaan van de meerderheid beschrijven, stuitte hij niet op afwijzing van het Belgische establishment.
Werk van hem is vertaald in zestien talen (vooral Duits en Engels). De stille zomer (1962) en Wierook en tranen (1958) zijn verfilmd en onder andere De ontaarde slapers (1957) en Het reservaat (1964) zijn voor toneel bewerkt.

## Prijzen
- 1956 - Poëzieprijs der Algemene Kunstkamer in België voor Fanaal in de mist
- 1958 - Romanprijs der Provincie Antwerpen voor De ontaarde slapers
- 1958 - Literatuurprijs van de gemeente Hilvarenbeek voor De ontaarde slapers
- 1959 - Referendum van de Vlaamse Letterkundigen voor Wierook en tranen
- 1960 - Referendum van de Vlaamse Letterkundigen voor De madonna met de buil
- 1960 - Arkprijs van het Vrije Woord voor De madonna met de buil
- 1962 - Referendum van de Vlaamse Letterkundigen voor Het dal van Hinnom
- 1964 - Prijs van de Vlaamse lezer voor De stille zomer
- 1965 - Referendum van de Vlaamse Letterkunde voor Het reservaat
- 1966 - Premie voor letterkunde in de categorie toneelwerk, radio- of tv-spel van de Provincie Antwerpen voor De corridor
- 1966 - August Beernaertprijs van de Koninklijke Vlaamse Academie voor Taal- en Letterkunde periode 1964-1965 voor De paardevleeseters
- 1967 - Prijs voor letterkunde van de Vlaamse Provincies voor Het reservaat
- 1975 - Guldenboek van de lezende jeugd voor Het ganzenbord
- 1976 - Romanprijs van de provincie Antwerpen voor De heksenkring
- 1980 - Europaliaprijs voor literatuur voor zijn tot dan verschenen oeuvre
- 1983 - Romanprijs van de provincie Antwerpen voor De boze droom het medeleven
- 1984 - Bocari Positief Prijs voor Leegstaande huizen
- 2005 - Prijs voor letterkunde van de provincie Antwerpen voor zijn gehele oeuvre

#### Primaire literatuur
- 1948 - In memoriam fratris
- 1951 - De citer van Tijl
- 1952 - Het huis onder de beuken
- 1952 - Pieter Aerts, het getemperd staal
- 1953 - De essentie van het zwijgen
- 1956 - Fanaal in de mist
- 1957 - De ontaarde slapers
- 1958 - Wierook en tranen
- 1959 - De madonna met de buil
- 1961 - Het dal van Hinnom
- 1962 - De stille zomer
- 1964 - Het reservaat
- 1965 - De paardevleeseters
- 1966 - De oeroude vijver
- 1966 - Golden Ophelia, sprookje
- 1968 - Het ledikant van Lady Cant
- 1969 - De Karakoliërs
- 1970 - De apokatastasis of het apocriefe boek van Galax Niksen
- 1971 - De krekelput (wel uitgevoerd, niet gepubliceerd)
- 1971 - Neozoïsch. Parapoëtische montages
- 1972 - De heksenkring
- 1972 - Uitspraken in opspraak. Aforismen
- 1973 - De verliefde akela
- 1974 - Het ganzenbord
- 1976 - In naam van de beesten
- 1977 - De sloper in het slakkehuis
- 1977 - Valentijn van Uytvanck 1896-1950. Tekenaar zonder vaderland
- 1978 - Op toernee met Leopold Sondag
- 1979 - Alle verhalen
- 1980 - Wurgtechnieken
- 1981 - Open brief aan de gevoelsafschaffers
- 1982 - De boze droom het medeleven
- 1982 - Antwerpen in oude gravures
- 1983 - Leegstaande huizen
- 1983 - Open beeldboek
- 1985 - De uilen van Minerva
- 1986 - Verkenners
- 1987 - Stille waters
- 1988 - Hunkerend gevangen
- 1989 - IJlings naar nergens
- 1989 - De beste verhalen van Ward Ruyslinck
- 1992 - De speeltuin, briefroman samen met Monika Lo Cascio
- 1993 - Zo weinig en zo veel
- 1993 - De claim van de duivel
- 1995 - Het geboortehuis
- 1997 - De bovenste trede
- 1999 - Traumachia

#### Biografisch
- Frits de Vries, Dubbellevens - Ward Ruyslinck, biografie, uitgeverij PROMINENT, Baarn, 2020, ISBN 978-94-92395-33-7